# Sturnira tildae

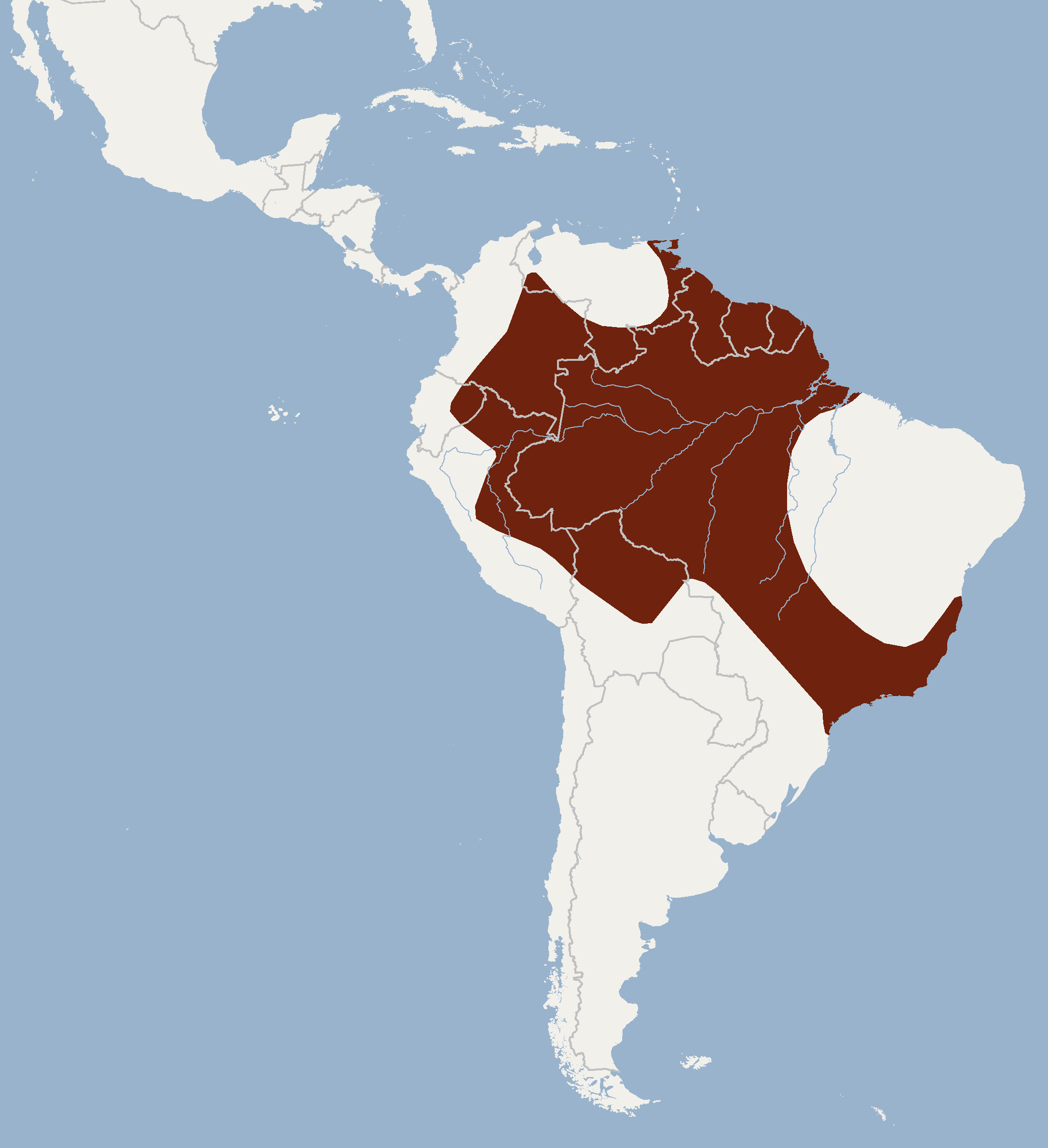
Distribuição de Sturnira tildae de acordo com Gardner (2008)

Sturnira tildae é uma espécie de morcego da família Phyllostomidae, descrita por de la Torre (1959). Popularmente, morcegos do gênero Sturnira costumam ser chamados de Morcegos-de-ombro-amarelo, graças à coloração característica de seus ombros.

## Distribuição
Pode ser encontrada exclusivamente na América do Sul, com registros na Colômbia, Venezuela, Guiana, Suriname, Guiana Francesa, Trinidad e Tobago, Brasil, Equador, Peru e Bolívia .
Indivíduos desta espécie vêm sendo registrados principalmente em florestas úmidas de baixas altitudes, como algumas áreas da  Amazônia e da Floresta Atlântica.
Atualmente, os registros conhecidos vão de Trindade e Tobago, no Norte da América do Sul, até o estado de Santa Catarina (região sul do Brasil).

## Ecologia
Os morcegos da subfamília Stenodermatinae, incluindo Sturnira tildae, são importantes dispersores de sementes, graças ao seu hábito alimentar quase que exclusivamente frugívoro.

## Dieta
Poucos estudos analisaram os hábitos alimentares da espécie até agora, mas algumas inferências podem ser feitas com base na dieta de outros morcegos do gênero.
Ao que tudo indica, a dieta é estritamente frugívora. Dentre os frutos consumidos, destaca-se os das famílias Solanaceae, mas também os das famílias Piperaceae, Urticaceae e Moraceae.

Embora ainda não tenha sido relatado para esta espécie, é possível que a maioria dos morcegos frugívoros consumam insetos ocasionalmente, já que os frutos apresentam baixos níveis de proteínas.